# 赤根洋子
赤根 洋子（あかね ようこ、1958年 - ）は、日本の翻訳家。

## 略歴
愛知県生まれ。早稲田大学大学院修士課程（ドイツ文学）修了。

## 翻訳
- 『スリ - その技術と生活』（アレクサンダー・アドリオン、青弓社） 1995
- 『最新中国見聞録』（ヘルガ・ベルトラム, ユルゲン・ベルトラム、出水宏一共訳、文藝春秋） 1995
- 『トップ・スパイ - 冷戦時代の裏切者たち』（グイド・クノップ、永野秀和共訳、文藝春秋） 1995
- 『ICA(イカ) - 模様石に秘められた謎』（コルネリア・ペトラトゥ, ベルナルト・ロイディンガー、文藝春秋） 1996
- 『火星 - 人面岩はなぜできたか』（ヴァルター・ハイン、文藝春秋） 1996
- 『年代別エピソードで描く 天才たちの私生活』（ゲルハルト・プラウゼ、畔上司共訳、文藝春秋） 1998
- 『常識のウソ277』（ヴァルター・クレーマー, ゲッツ・トレンクラー、畔上司共訳、文藝春秋） 1998
- 『レーニンをミイラにした男』（イリヤ・ズバルスキー, サミュエル・ハッチンソン、文藝春秋） 2000
- 『暗号攻防史』（ルドルフ・キッペンハーン、文藝春秋） 2001
- 『保存食品開発物語』（スー・シェパード、文藝春秋） 2001
- 『ヒトラーの秘密の生活』（ロータル・マハタン、文藝春秋） 2002
- 『フロイト先生のウソ』（ロルフ・デーゲン、文藝春秋） 2003
- 『ザ・プラザ - セレブを魅了する名門ホテルの内幕』（ウォード・モアハウスⅢ、ソニーマガジンズ） 2003
- 『ビエルスキ・ブラザーズ - 無名の三兄弟が演じた奇跡のユダヤ人救出劇』（ピーター・ダフィ、ソニーマガジンズ） 2005
- 『ケネディを殺した副大統領 - その血と金と権力』（バー・マクレラン、文藝春秋） 2005
- 『オルガスムスのウソ』（ロルフ・デーゲン、文藝春秋） 2006
- 『ヒトラーの秘密図書館』（ティモシー・ライバック、文藝春秋） 2010
- 『私たちが子どもだったころ、世界は戦争だった』（サラ・ウォリス, スヴェトラーナ・パーマー、亀山郁夫, 田口俊樹, 関口時正, 河野万里子共訳、文藝春秋） 2010
- 『ウィキリークスの内幕』（ダニエル・ドムシャイト－ベルグ、森内薫共訳、文藝春秋） 2011
- 『世にも奇妙な人体実験の歴史』（トレヴァー・ノートン、文藝春秋） 2012
- 『誰も知らなかったココ・シャネル』（ハル・ヴォーン、文藝春秋） 2012
- 『寄生虫なき病』（モイセズ・ベラスケス=マノフ、文藝春秋） 2014
- 『ベルリンに一人死す』（ハンス・ファラダ、みすず書房） 2014
- 『無人暗殺機 ドローンの誕生』（リチャード・ウィッテル、文藝春秋） 2015
- 『科学の発見』（スティーヴン・ワインバーグ、大栗博司解説、文藝春秋） 2016
- 『米中もし戦わば - 戦争の地政学』（ピーター・ナヴァロ、文藝春秋） 2016
- 『偽装死で別の人生を生きる』（エリザベス・グリーンウッド、文藝春秋） 2017
- 『米中海戦はもう始まっている - 21世紀の太平洋戦争』（マイケル・ファベイ、德地秀士解説、文藝春秋） 2018
- 『闇の脳科学 - 「完全な人間」をつくる』（ローン・フランク、文藝春秋） 2020
- 『西暦1000年 グローバリゼーションの誕生』（ヴァレリー・ハンセン、文藝春秋） 2021
- 『直立二足歩行の人類史 - 人間を生き残らせた出来の悪い足』（ジェレミー・デシルヴァ、文藝春秋） 2022

### セバスチャン・フィツェック
- 『治療島』（セバスチャン・フィツェック、柏書房） 2007
- 『ラジオ・キラー』（セバスチャン・フィツェック、柏書房） 2007
- 『前世療法』（セバスチャン・フィツェック、柏書房） 2008
- 『サイコブレイカー』（セバスチャン・フィツェック、柏書房） 2009

### 宇宙英雄ローダン・シリーズ
- 『マルディグラの工作員』（エルンスト・ヴルチェク, ペーター・グリーゼ、工藤稜イラスト、早川書房、宇宙英雄ローダン・シリーズ505） 2015
- 『物質暗示者』（H・G・エーヴェルス、早川書房、宇宙英雄ローダン・シリーズ531） 2016
- 『真空の貧者』（マリアンネ・シドウ, H・G・エーヴェルス、早川書房、宇宙英雄ローダン・シリーズ584） 2019
- 『オクストーン人と提督』（H・G・エーヴェルス, アルント・エルマー、早川書房、宇宙英雄ローダン・シリーズ611） 2020
- 『ウパニシャドの修行』（H・G・エーヴェルス, H・G・フランシス、星谷馨共訳、早川書房、宇宙英雄ローダン・シリーズ637） 2021
- 『カルタン人の逆襲』（クルト・マール, アルント・エルマー、早川書房、宇宙英雄ローダン・シリーズ663） 2022